# Berg-sur-Moselle
Berg-sur-Moselle – miejscowość i gmina we Francji, w regionie Grand Est, w departamencie Mozela.
Według danych na rok 1990 gminę zamieszkiwało 261 osób, a gęstość zaludnienia wynosiła 90 osób/km² (wśród 2335 gmin Lotaryngii Berg-sur-Moselle plasuje się na 786. miejscu pod względem liczby ludności, natomiast pod względem powierzchni na miejscu 1182.).